# 타마이 안나
타마이 안나(일본어: 玉井杏奈 다마이 안나[*]1995년 1월 31일~)는 일본 여성 아이돌 그룹인 파스포의 멤버이다. 애칭은 안냐(あんにゃ)이다.

## 프로필
- 생년월일: 1995년 1월 31일
- 출신지: 도쿄도
- 가족관계: 아버지, 어머니